# Gynoplistia jocosa
Gynoplistia jocosa là một loài ruồi trong họ Limoniidae. Chúng phân bố ở miền Australasia.